# Altsächsische Sprache
Die altsächsische Sprache (abgekürzt As.) oder die altniederdeutsche Sprache (abgekürzt And.) ist die älteste Sprachstufe des Niederdeutschen („Plattdeutschen“). Sie wurde vom frühen 5. bis 12. Jahrhundert im Siedlungsgebiet der Sachsen und der Angeln gesprochen, bildet die Vorläuferin des Mittelniederdeutschen und gehört zur Gruppe der  westgermanischen Sprachen bzw. innerhalb dieser zur Gruppe der nordseegermanischen Sprachen.

## Begriffe
Der Begriff Altsächsisch bezieht sich auf das mittelalterliche Volk der Sachsen, vergleiche etwa Altalemannisch, Altbairisch, Altniederfränkisch, Altoberfränkisch, Angelsächsisch, während der Begriff Altniederdeutsch auf die frühmittelalterliche Sprachstufe des Niederdeutschen verweist. Altniederdeutsch wird aber teilweise auch als Sammelbegriff für das Altsächsische und das Altniederländische (Altniederfränkische) gebraucht, da letzteres mehr Ähnlichkeiten mit dem Althochdeutschen hat. Die Bezeichnungen fügen sich in die auch bei anderen Sprachen übliche Reihung Alt-, Mittel-, Neu- plus Namen der Sprache ein, vgl. etwa Alt-, Mittel-, Neuhochdeutsch; Alt-, Mittel-, Neuniederländisch; Alt-, Mittel-, Neuenglisch.

## Historisches
Bereits im 5. Jahrhundert hatte sich die angelsächsische Sprache abgespalten, die sich in England – durchaus in Kontakt mit dem sächsischen Festland – zum Altenglischen entwickelte. Die Sprache der Angeln und Sachsen in England wird deshalb gewöhnlich nicht mehr zum Altniederdeutschen hinzugerechnet, gehörte aber über eine lange Zeit zum niederdeutschen Dialektkontinuum.  Die Entwicklung der niederdeutschen Sprachformen auf dem Boden des Ostfrankenreichs, später des Heiligen Römischen Reichs ist seit der Eroberung und Zwangsbekehrung Norddeutschlands durch Karl den Großen von den hochdeutschen Mundarten beeinflusst worden.

## Verwandte
Dem Altsächsischen besonders ähnlich sind das Altenglische und das Altfriesische. Diese drei Sprachformen werden unter dem Begriff nordseegermanische Sprachen zusammengefasst. Weitere verwandte Sprachen sind das Altniederländische (Altniederfränkische) und das Althochdeutsche.

## Verbreitung
Das Gebiet des Altsächsischen im 5. Jahrhundert ist nur schlecht belegt, umfasst aber im Wesentlichen das heutige Niedersachsen, Westfalen, Lippe, Engern und Ostfalen, einschließlich der heute zu Sachsen-Anhalt gehörenden, linkselbischen Gebiete (etwa von Halle bis Magdeburg).
Im Süden verlief der Übergangsbereich zum Altfränkischen und damit zum Althochdeutschen (Mitteldeutschen) auf einer Linie von Merseburg, Göttingen, nordwestlich Kassels, Korbach bis zum Sauerland und Ruhrgebiet. Somit gehört auch der nordwestliche Teil Hessens zum altsächsischen Sprachgebiet.
Der nordöstliche heutige Teil der Niederlande gehörten ebenfalls zum altniederdeutschen bzw. altsächsischen Sprachgebiet. Südlich davon begann das altniederfränkische bzw. altniederländische Sprachgebiet. Im Norden grenzte das Gebiet von Groningen bis nach Bremerhaven an das altfriesische Sprachgebiet sowie in Schleswig-Holstein ans altdänische und im Nordosten etwa auf der Linie Plön und bei Lüneburg die Elbgrenze entlang ans westslawische Sprachgebiet.

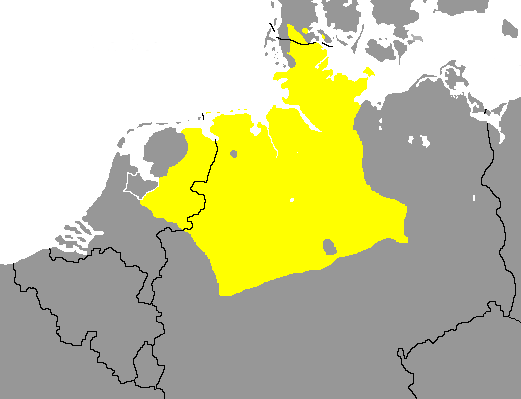
Westniederdeutsches Sprachgebiet